# Артур Чжун
Артур Раймонд Чжун (10 січня 1918 — 23 червня 2008) — гаянський політичний діяч, президент країни у 1970—1980 роках.

## Життєпис
До вступу на державну службу був учнем топографа й землеміра.
1940 року став співробітником юридичної корпорації Мідл-Темпл у Лондоні, отримавши кваліфікацію адвоката 1947. Після повернення на батьківщину був призначений в. о. судді.
У 1954–1960 роках — мировий суддя, потім — старший слідчий, працював також секретарем у Верховному суді.
1963 року був призначений на посаду судді апеляційного суду.
Після здобуття Гаяною незалежності 1970 року Національна асамблея обрала його президентом країни. Ту посаду Чжун обіймав упродовж десяти років.